# Dumas (Familienname)
Dumas ist ein französischer Familienname.

## Namensträger
- Adolphe Dumas (1805–1861), französischer Dichter, Dramatiker und Provenzalist
- Thomas Alexandre Dumas (1762–1806), französisch-haitianischer Revolutionsgeneral
- Alexandre Dumas der Ältere (1802–1870), französischer Schriftsteller, Sohn des Generals
- Alexandre Dumas der Jüngere (1824–1895), französischer Schriftsteller, Sohn des Älteren
- Amy Dumas (* 1975), US-amerikanische Wrestlerin
- André Dumas (1918–1996), französischer Pfarrer und Universitätsprofessor
- Ann Dumas (* 1955), US-amerikanische Kunsthistorikerin und Kuratorin
- Charles Dumas (1937–2004), US-amerikanischer Leichtathlet
- Edward Canfor-Dumas (* 1957), Romanautor und TV-Drehbuchautor
- Fernand Dumas (1892–1956), Schweizer Architekt
- Franck Dumas (* 1968), französischer Fußballspieler
- Françoise Dumas (* 1960), französische Politikerin
- Frédéric Dumas (1913–1991), französischer Tauchpionier
- Gaëlle Dumas (* 2003), haitianische Fußballspielerin
- Gustave Dumas (1872–1955), Schweizer Mathematiker
- Jacques Dumas (1908–1995), französischer Comiczeichner und Herausgeber, siehe Marijac
- Jacques Dumas (Unterwasserarchäologe) (1926–1985), französischer Unterwasserarchäologe
- Jean-Baptiste Dumas (1800–1884), französischer Chemiker
- Jean-Louis Dumas (1938–2010), französischer Unternehmer
- Jerry Dumas (1930–2016), US-amerikanischer Autor und Comiczeichner
- Marlene Dumas (* 1953), südafrikanisch-niederländische Künstlerin
- Matthieu Dumas (1753–1837), französischer General und Militärhistoriker
- Nora Dumas (1890–1979), ungarisch-französische Fotografin
- Philip Dumas (1868–1948), britischer Offizier und Diplomat
- Pierre Dumas (Politiker) (1924–2004), französischer Politiker
- Pierre-André Dumas (* 1962), haitianischer Geistlicher, Bischof von Anse-à-Veau et Miragoâne
- René-François Dumas (1757–1794), französischer Jurist und Revolutionär
- Roger Dumas (Komponist) (1897–1951), französischer Komponist
- Roger Dumas (1932–2016), französischer Schauspieler und Liedtexter
- Roland Dumas (1922–2024), französischer Politiker
- Romain Dumas (* 1977), französischer Autorennfahrer
- Samuel Dumas (1881–1938), Schweizer Versicherungsmathematiker
- Stéphane Dumas (* 1978), französischer Basketballspieler und -trainer
- Susan Rigvava-Dumas (* 1966), Musikerin, Sängerin
- Thomas Alexandre Dumas (1762–1806), französischer General
- Tony Dumas (Bassist) (* 1955), US-amerikanischer Jazzmusiker
- Tony Dumas (Basketballspieler) (* 1972), US-amerikanischer Basketballspieler
- Vito Dumas (1900–1965), argentinischer Einhandsegler und Schriftsteller
- William Dumas (* 1942), französischer Politiker
- Wolfram Dumas (* 1930), deutscher Politiker, Bremer Bürgerschaftsabgeordneter (CDU/SPD)